# Municipio de Morón
Municipio de Morón är en kommun i Kuba.   Den ligger i provinsen Provincia de Ciego de Ávila, i den centrala delen av landet, 400 km öster om huvudstaden Havanna. Antalet invånare är 64 661. Arean är 615 kvadratkilometer.
Terrängen i Municipio de Morón är huvudsakligen platt, men österut är den kuperad.